# Tuxentius margaritaceus
Tuxentius margaritaceus is een vlinder uit de familie van de Lycaenidae. De wetenschappelijke naam van de soort is, als Castalius margaritaceus, voor het eerst geldig gepubliceerd in 1892 door Sharpe. De soort komt voor in Afrika, in een brede band van oost naar west ten zuiden van de Sahara.

## Ondersoorten
- Tuxentius margaritaceus margaritaceus
- Tuxentius margaritaceus phasma (Talbot, 1935)